# M/S Nordic Pearl
M/S Nordic Pearl är ett passagerarfartyg ägd av Rederi AB Gotland och som går för Go Nordic Cruiseline på deras rutt Köpenhamn-Oslo. Hon byggdes 1989 av Wärtsilä Marinindustri Pernovarvet i Åbo, för Rederi AB Slite som M/S Athena för användning i Viking Line trafiken. Arkitekt Per Dockson. Mellan 1993 och 2001 seglade hon som M/S Langkapuri Star Aquarius. Under tiden hos DFDS hette hon M/S Pearl of Scandinavia och sedan M/S Pearl Seaways

## Historia
Fartyget hette från början M/S Athena och ersatte gamla Apollo III som 24-timmarskryssare från Stockholm till Mariehamn. Hon byggdes med bildäck för att snabbt kunna lägga om trafiken till vanlig bilfärjetrafik mellan Finland och Sverige, men hon blev snabbt så populär att rederiet byggde om bildäck till ett nöjesfält med disco och andra attraktioner.
När Rederi AB Slite gick i konkurs blev hon såld till Star Cruise Line som döpte om henne till Langkapuri Star Aquarius  och satte henne i kryssningstrafik från Singapore. Ombyggnad arkitekt Per Dockson.
En brand uppstod på morgonen den 17 november 2010.
Åren 2001-2011 hette fartyget M/S Pearl of Scandinavia. DFDS sålde fartyget till Rederi AB Gotland under 2024 som tog över fartyget den 1 november samma år.